# Канон на кінець століття
Канон на кінець століття — серія 25 (згодом розширена до 40) найважливіших книг XX століття, вибрана у опитуванні читачів Жечпосполіта та опублікована Пактом видавців, що складається з восьми видавництв: Видавничий дім «Беллона», Видавничий дім «Ребіс», «Музи», Національний видавничий інститут, Інститут суспільного видавництва «Знак», Нижньосілезьке видавництво, Літературне видавництво та Наукові видавництва PWN. Книги виходили кожні два тижні з вересня 1999 року по вересень 2000 року. У 2001 році на прохання читачів було прийнято рішення опублікувати ще 15 позицій в серії, які публікувалися з вересня 2001 року до кінця 2002 року. 

## Список робіт, опублікованих у серії
| № тому | Автор                        | Назва                               | Рік створення |
| ------ | ---------------------------- | ----------------------------------- | ------------- |
| 1      | Михайло Булгаков             | Майстер і Маргарита                 | 1928–1940     |
| 2      | Альбер Камю                  | Чума                                | 1947          |
| 3      | Хуліо Кортасар               | Гра в класи                         | 1963          |
| 4      | Умберто Еко                  | Ім'я рози                           | 1980          |
| 5      | Вітольд Ґомбрович            | Фердидурке                          | 1937          |
| 6      | Гюнтер Грасс                 | Бляшаний барабан                    | 1959          |
| 7      | Ярослав Гашек                | Пригоди бравого вояка Швейка (4 т.) | 1921–1923     |
| 8      | Джозеф Геллер                | Пастка-22                           | 1961          |
| 9      | Ернест Хемінгуей             | По кому подзвін                     | 1940          |
| 10     | Збіґнєв Герберт              | 89 віршів                           | 1998          |
| 11     | Ґустав Герлінґ-Ґрудзінський  | Інший світ                          | 1951          |
| 12     | Джеймс Джойс                 | Улісс                               | 1914–1921     |
| 13     | Франц Кафка                  | Процес                              | 1925          |
| 14     | Томас Манн                   | Зачарована гора                     | 1924          |
| 15     | Габрієль Гарсія Маркес       | Сто років самотності                | 1967          |
| 16     | Алан Александр Мілн          | Вінні-Пух                           | 1926          |
| 16     | Алан Александр Мілн          | Дім на Пуховому узліссі             | 1928          |
| 17     | Джордж Орвелл                | Колгосп тварин                      | 1945          |
| 18     | Джордж Орвелл                | 1984                                | 1949          |
| 19     | Борис Пастернак              | Doktor Żywago                       | 1948–1955     |
| 20     | Марсель Пруст                | У пошуках утраченого часу (7 т.)    | 1913          |
| 21     | Антуан де Сент-Екзюпері      | Маленький принц                     | 1943          |
| 22     | Бруно Шульц                  | Цинамонові крамниці                 | 1933          |
| 22     | Бруно Шульц                  | Санаторій під клепсидрою            | 1937          |
| 23     | Олександр Солженіцин         | Архіпелаг ГУЛАГ                     | 1973          |
| 24     | Михайло Шолохов              | Тихий Дон                           | 1928–1940     |
| 25     | Д.Р.Р. Толкін                | Володар перснів (3 т.)              | 1954–1955     |
| 26     | Семюел Бекет                 | Драми                               | 1947–1983     |
| 27     | Джозеф Конрад                | Лорд Джим                           | 1900          |
| 28     | Вільям Фолкнер               | Шум і лють                          | 1929          |
| 29     | Зигмунд Фрейд                | Вступ до психоаналізу               | 1917          |
| 30     | Герман Гессе                 | Степовий вовк                       | 1927          |
| 31     | Олдос Гакслі                 | Прекрасний новий світ               | 1932          |
| 32     | Кен Кізі                     | Над зозулиним гніздом               | 1962          |
| 33     | Мілан Кундера                | Нестерпна легкість буття            | 1984          |
| 34     | Джузеппе Томазі ді Лампедуза | Леопард                             | 1958          |
| 35     | Маріо Варгас Льйоса          | Розмова в соборі                    | 1969          |
| 36     | Томас Манн                   | Доктор Фаустус                      | 1943–1947     |
| 37     | Роберт Музіль                | Людина без властивостей (4 т.)      | 1921–1942     |
| 38     | Еріх Марія Ремарк            | На Західному фронті без змін        | 1929          |
| 39     | Ісаак Башевіс Зінгер         | Чарівник із Любліна                 | 1960          |
| 40     | Джон Стейнбек                | Грона гніву                         | 1939          |